# Channing (Texas)
Channing település az Amerikai Egyesült Államok Texas államában, Hartley megyében, melynek megyeszékhelye is. Lakosainak száma 281 fő (2020. április 1.).

## Népesség
A település népességének változása:

| 2010 | 363 |
| 2020 | 281 |